# Susan Feilding
Susan Feilding, Countess of Denbigh, född 1583, död 1652, var en engelsk hovfunktionär. Hon var hovdam (First Lady of the Bedchamber) åt Englands drottning Henrietta Maria av Frankrike 1626–1652. 
Hon var dotter till Sir George Villiers och  Mary Beaumont och gifte sig 1607 med Sir William Feilding, Earl of Denbigh. Hon var syster till gunstlingen hertigen av Buckingham. 
Hon utsågs till främsta hovdam av kungen år 1626, när monarken ersatte drottningens fransk-katolska hovfunktionärer med engelska protestanter. Som främsta hovdam har hon kallats både Mistress of the Robes och First Lady of the Bedchamber. Drottningen vägrade först att acceptera Susan Feilding eftersom hon inte var katolik, men ändrade uppfattning sedan Feilding framgångsrikt hade bett sin bror att övertala kungen att låta drottningen få behålla sin franska sköterska Madame de Vantelet. 
När det engelska inbördeskriget utbröt 1642 valde hennes äldste son att ansluta sig till puritanerna, medan hennes make stred för kungen och stupade i fält 1643. Susan Feilding kvarblev i drottningens tjänst och flydde med henne till Frankrike 1644. I Frankrike konverterade hon till katolicismen, vilket tillsammans med hennes rojalism ledde till att hennes egendom i England konfiskerades 1651. 